# Tällsjön (Anundsjö socken, Ångermanland, 706875-159951)
Tällsjön är en sjö i Örnsköldsviks kommun i Ångermanland och ingår i Moälvens huvudavrinningsområde. Sjön har en area på 0,179 kvadratkilometer och ligger 303 meter över havet.

## Delavrinningsområde
Tällsjön ingår i det delavrinningsområde (707041-160014) som SMHI kallar för Inloppet i Åbosjön. Medelhöjden är 310 meter över havet och ytan är 21,31 kvadratkilometer. Räknas de 16 avrinningsområdena uppströms in blir den ackumulerade arean 148,55 kvadratkilometer. Avrinningsområdets utflöde Moälven (Åselån) mynnar i havet. Avrinningsområdet består mestadels av skog (71 procent) och sankmarker (24 procent). Avrinningsområdet har 0,18 kvadratkilometer vattenytor vilket ger det en sjöprocent på 0,8 procent.